# Polska na Letnich Igrzyskach Olimpijskich 1984

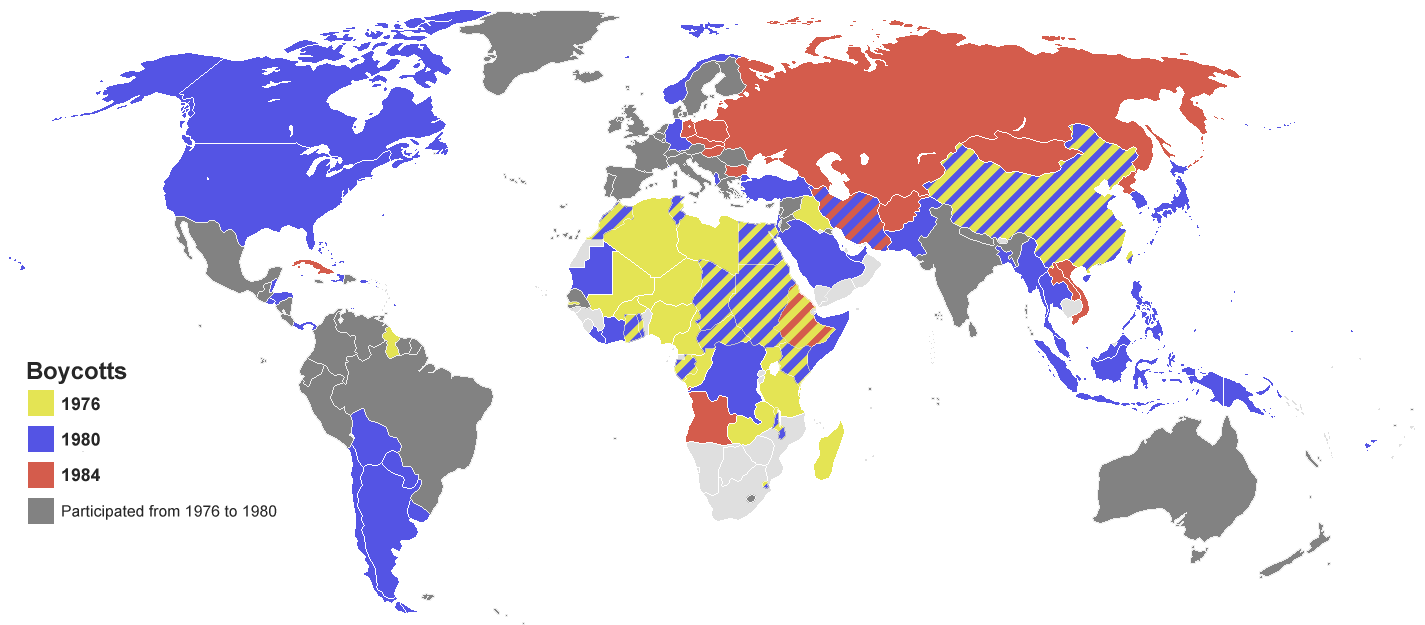
Państwa które zbojkotowały igrzyska w Los Angeles (na czerwono)

Polska Rzeczpospolita Ludowa, podobnie jak większość krajów bloku wschodniego, ze względów ideologicznych zbojkotowała Letnie Igrzyska Olimpijskie 1984, które odbyły się w Los Angeles.
Polski Komitet Olimpijski w wydanym oświadczeniu powoływał się na rzekomy brak 

działań zapewniających bezpieczeństwo uczestnikom Igrzysk i niezbędną dla Olimpiady atmosferę.

Skład reprezentacji Polski, która miała wystąpić na Igrzyskach:

## Boks
- Zbigniew Raubo (51 kg)
- Sławomir Forsztek (54 kg)
- Tomasz Nowak (57 kg)
- Dariusz Kosedowski (60 kg)
- Henryk Petrich (75 kg)
- Stanisław Łakomiec (81 kg)

## Jeździectwo
- Bogusław Jarecki (WKKW)
- Jerzy Rafalak (WKKW)
- Jacek Bobik (WKKW)
- Adam Prokulewicz (WKKW)
- Artur Bober (WKKW)
- Jan Lipczyński (WKKW) - rezerwowy

## Judo
- Andrzej Dziemianiuk (60 kg)
- Janusz Pawłowski (65 kg)
- Marek Rybicki (65 kg)
- Andrzej Sądej (78 kg)
- Krzysztof Kurczyna (86 kg)
- Wojciech Reszko (+95 kg)

## Kajakarstwo
- Marek Łbik (C-1, C-2)
- Marek Wisła (C-1, C-2)
- Marek Dopierała (C-2)
- Jan Pinczura (C-1)
- Grzegorz Krawców (K-4)
- Kazimierz Krzyżański (K-2 500, K-4)
- Daniel Wełna (K-2 500, K-4)
- Roman Kozłowski (K-4)
- Krzysztof Szczepański (K-2 1000)
- Wojciech Florczak (K-2 1000)
- Witold Terechowicz (K-1)
- Janusz Wegner (K-2, K-4) - rezerwowy

## Kolarstwo
- Andrzej Sikorski (4 km ind. i druż. - tor)
- Marian Turowski (4 km druż. - tor)
- Leszek Stępniewski (4 km. druż., wyścig dystansowy - tor)
- Ryszard Konkolewski (4 km druż., 1 km - tor)
- Ryszard Dawidowicz (4 km. druż. - tor)
- Paweł Bartkowiak (wyścig szosowy - ind.)
- Tadeusz Krawczyk (wyścig szosowy - ind.)
- Andrzej Serediuk (wyścig szosowy - ind.)
- Marek Leśniewski (wyścig szosowy druż.)
- Dariusz Zakrzewski (wyścig szosowy druż.)
- Lech Piasecki (wyścig szosowy druż.)
- Zenon Jaskuła (wyścig szosowy druż.)
- Zbigniew Ludwiniak (wyścig szosowy druż.)

## Lekka atletyka
- Genowefa Błaszak (400 m ppł)
- Danuta Bułkowska (skok wzwyż)
- Genowefa Olejarz (rzut oszczepem)
- Ewa Kasprzyk (4 x 100 m)
- Elżbieta Tomczak (4 x 100 m)
- Iwona Pakuła (4 x 100 m)
- Elżbieta Woźniak (4 x 100 m)
- Lucyna Kałek (100 m ppł)
- Marian Woronin (100 m)
- Ryszard Ostrowski (800 m)
- Antoni Niemczak (maraton)
- Jerzy Skarżyński (maraton)
- Wojciech Ratkowski (maraton)
- Jacek Rutkowski (110 m ppł)
- Krzysztof Wesołowski (3000 m z przeszkodami)
- Dariusz Zielke (skok wzwyż)
- Zdzisław Hoffman (trójskok)
- Władysław Kozakiewicz (skok o tyczce)
- Edward Sarul (pchnięcie kulą)
- Janusz Gassowski (pchnięcie kulą)
- Henryk Królak (rzut młotem)
- Anna Włodarczyk (skok w dal) - rezerwowa
- Bogusław Mamiński (3000 m z przeszkodami) - rezerwowy
- Romuald Giegiel (110 m ppł) - rezerwowy)
- Jacek Wszoła (skok wzwyż) - rezerwowy
- Mariusz Tomaszewski (rzut młotem) - rezerwowy

## Pięciobój nowoczesny
- Janusz Pyciak-Peciak
- Jan Olesiński
- Zbigniew Szuba
- Dariusz Kondrat - rezerwowy

## Piłka ręczna
- Andrzej Szymczak
- Henryk Mrowiec
- Grzegorz Kosma
- Lesław Dziuba
- Marek Pazdur
- Daniel Waszkiewicz
- Bogdan Wenta
- Zbigniew Plechoć
- Andrzej Mientus
- Zbigniew Gawlik
- Zbigniew Tłuczyński
- Andrzej Tłuczyński
- Zbigniew Urbanowicz
- Ryszard Antczak - rezerwowy
- Jerzy Garpiel - rezerwowy
- Andrzej Kącki - rezerwowy

## Podnoszenie ciężarów
- Stefan Leletko (52 kg)
- Bernard Piekorz (52/56 kg)
- Wiesław Pawluk (60 kg)
- Marek Seweryn (60 kg)
- Mirosław Chlebosz (67,5 kg)
- Piotr Mandra (75 kg)
- Zdzisław Faraś (82,5 kg)
- Hilary Cofalik (82,5 kg)
- Andrzej Piotrowski (90 kg)
- Piotr Krukowski (90 kg)
- Stanisław Małysa (110 kg)
- Robert Skolimowski (+110 kg)
- Tadeusz Golik (56 kg) - rezerwowy
- Andrzej Komar (110 kg) - rezerwowy
- Tadeusz Rutkowski (+110 kg) - rezerwowy

## Siatkówka
- Wojciech Drzyzga
- Wacław Golec
- Ryszard Jurek
- Ireneusz Kłos
- Andrzej Martyniuk
- Włodzimierz Nalazek
- Jacek Rychlicki
- Krzysztof Stefanowicz
- Tomasz Wójtowicz
- Marian Kardas
- Waldemar Kasprzak
- Zbigniew Zieliński
- Sławomir Skup - rezerwowy
- Jerzy Pawełek - rezerwowy

## Strzelectwo
- Zygmunt Bogdziewicz (ruchoma tarcza)
- Jerzy Greszkiewicz (ruchoma tarcza)
- Adam Kaczmarek (pistolet szybkostrzelny)

## Szermierka
- Bogusław Zych (floret)
- Marian Sypniewski (floret)
- Waldemar Ciesielczyk (floret)
- Adam Robak (floret)
- Piotr Kiełpikowski (floret)
- Jacek Bierkowski (szabla)
- Tadeusz Piguła (szabla)
- Dariusz Wódke (szabla)
- Andrzej Kostrzewa (szabla)
- Janusz Olech (szabla)
- Leszek Swornowski (szpada)
- Ludomir Chronowski (szpada)
- Robert Felisiak (szpada)
- Mariusz Strzałka (szpada)
- Wojciech Mróz (szpada)

## Wioślarstwo
- Grzegorz Nakielski (4 x)
- Marek Bałdyga (4 x)
- Mirosław Szymanowski (4 x)
- Sławomir Cieślakowski (4 x)
- Mirosław Mruk (4 x ) - rezerwowy
- Andrzej Krzepiński (2 x)
- Kajetan Broniewski (2 x)

## Zapasy
- Krzysztof Mudrecki (48 kg klas.)
- Roman Kierpacz (52 kg klas.)
- Piotr Michalik (57 kg klas.)
- Ryszard Świerad (62 kg klas.)
- Jerzy Kopański (68 kg klas.)
- Andrzej Supron (74 kg klas.)
- Andrzej Malina (86 kg klas.)
- Bogdan Daras (90 kg klas.)
- Roman Wrocławski (100 kg klas.)
- Henryk Tomanek (+100 kg klas.)
- Jan Falandys (48 kg wolny)
- Władysław Stecyk (52 kg wolny)
- Zygmunt Kołodziej (57 kg wolny)
- Marian Skubacz (62 kg wolny)
- Jan Szymański (68 kg wolny)
- Krystian Rajman (74 kg wolny)
- Leszek Ciota (82 kg wolny)
- Jan Górski (90 kg wolny)
- Tomasz Busse (100 kg wolny)
- Adam Sandurski (+100 g wolny)

## Żeglarstwo
- Henryk Blaszka (Finn)
- Jacek Sobkowiak (Finn) - rezerwowy

## Inicjatywa emigracyjna
Grupa polskich emigrantów w Stanach Zjednoczonych postanowiła mimo to zorganizować Niezależny Polski Komitet Olimpijski na Uchodźstwie, aby umożliwić start części polskich zawodników, szczególnie tym przebywającym poza granicami Polski. Emigranci za pośrednictwem profesora fizyki Józefa Kunza rozpoczęli wstępne rozmowy z przewodniczącym Komitetu Organizacyjnego Igrzysk, Peterem Ueberrothem. Jednak Juan Antonio Samaranch, przewodniczący MKOL, stanowczo sprzeciwił się uczestnictwu w Igrzyskach grup sportowców, niepopieranych przez swój macierzysty komitet olimpijski.